# Молине (Кунео)
Молине је насеље у Италији у округу Кунео, региону Пијемонт.
Према процени из 2011. у насељу је живело 42 становника. Насеље се налази на надморској висини од 506 м.